# Ferdinand Pleßner
Ferdinand Pleßner (* 7. Oktober 1824 in Erfurt; † 2. November 1895 in Gotha; vollständiger Name: Gustav Wilhelm Ferdinand Pleßner) war ein deutscher Bauingenieur und Eisenbahn-Bauunternehmer.

## Leben
Ferdinand Pleßner war der Sohn eines Hauptmanns und Lehrers an der Regimentsschule in Erfurt.
Pleßner besuchte in Erfurt die Realschule, die er Ostern 1842 abschloss. Danach leistete Pleßner seinen Militärdienst als Einjährig-Freiwilliger bei einem Pionier-Bataillon in Erfurt. Am Gymnasium in Nordhausen erwarb Pleßner das Abitur, um danach Bauingenieurwesen an der Berliner Bauakademie zu studieren. 1848 wurde er nach dem bestandenen ersten Staatsexamen zum Bauführer (Referendar im öffentlichen Bauwesen) ernannt. Erste Projekte waren Straßen und Brückenbauten in Berlin. Von 1849 bis 1852 war er auch beim Bau der Preußischen Ostbahn (Berlin–Königsberg) beschäftigt. Im Mai 1852 legte Pleßner das zweite Staatsexamen ab und wurde zum (königlichen) Baumeister (Assessor im öffentlichen Bauwesen) ernannt. Im gleichen Jahr heiratete Pleßner. Aus der Ehe gingen zwei Söhne und drei Töchter hervor.
Pleßner wurde 1853 als Eisenbahnbaumeister in Posen eingesetzt, später war Pleßner u. a. am Bau der Linken Rheinstrecke bei Koblenz beteiligt. Eine Anstellung als Stadtbaurat bei der Stadt Posen wurde durch das zuständige preußische Ministerium nicht genehmigt, trotzdem schied er auf eigenen Wunsch aus dem preußischen Staatsdienst aus. Er unternahm eine Studienreise nach Frankreich, die ihn nach Paris und Bordeaux führte.
Nach seiner Rückkehr übernahm Pleßner dann selbständig Eisenbahnbauten. Für die Preußische Staatsbahn und andere Auftraggeber leitete Pleßner den Bau von Strecken in Pommern, Schlesien und den Thüringischen Staaten. Während des Deutschen Kriegs von 1866 war Pleßner mit dem Bau von Feldbahnen und Aufräumungsarbeiten betraut. Nach dem Krieg leitete Pleßner den Bau des neuen preußischen Kriegshafens in Heppens, der dann Wilhelmshaven genannt wurde.
Im Jahr 1870 wurde unter seiner Beteiligung die „Saxonia“ Eisenwerke und Eisenbahnbedarf-Fabrik in Radeberg gegründet.
In Berlin war Pleßner im März 1870 Mitbegründer der Bau-Gesellschaft für Eisenbahn-Unternehmungen F. Plessner & Comp. und wurde einer der persönlich haftenden Gesellschafter und Direktoren. Dieses Unternehmen arbeitete insbesondere für Eisenbahngesellschaften in den thüringischen Staaten, in Sachsen und in Preußen. Infolge der Gründerkrise kam sie jedoch schon bald in wirtschaftliche Schwierigkeiten. Im Januar 1875 ging sie in Konkurs. Bald darauf war auch Ferdinand Pleßner, der mit seinem ganzen Privatvermögen für die Verbindlichkeiten des Unternehmens haftete, zahlungsunfähig.
Von Herzog Ernst II. von Sachsen-Gotha erhielt Pleßner den Titel Oberbaurat. In Gotha wurde Pleßner 1884 zum Stadtverordneten und 1887 zum Senator gewählt. Dort erwarb er sich bleibende Verdienste bei der Einrichtung der elektrischen Beleuchtung und Bau der elektrischen Straßenbahn.

## Schriften
- Notizen zum Veranschlagen der Eisenbahnen nebst Preis-Ermittelungen und einem Anhang. Vergleichende Zusammenstellung der hauptsächlichsten Oberbausysteme bei deutschen Eisenbahnen. Verlag Ernst & Korn, Berlin 1853. (Digitalisat)
- (als Mitarbeiter): Encyklopädie des gesamten Eisenbahnwesens in alphabetischer Anordnung. 7 Bände, Verlagsbuchhandlung Carl Gerold’s Sohn, Wien 1890–1895.
- Die Dampf-Strassen-Bahn von Eisenberg nach Crossen: ihre Bau- und Betriebs-Formen und Rathschläge für die Herstellung ähnlicher Localbahnen Gotha 1880 Digitalisat